# HD 147513
HD 147513 — звезда в созвездии Скорпиона на расстоянии около 42 световых лет от нас. Вокруг звезды обращается, как минимум, одна планета.

## Планета
- Большая полуось а.е.: 1,26
- Масса(в массах Юпитера) : 1
- Орбитальный период дней : 540,4 ± 4,4
- эксцентриситет : 0,52 ± 0,08
- Аргумент перицентра (омега) 294 ± 8
- тип: Водный гигант
- год открытия : 2003
- температура поверхности:
- период вращения:
- наличие сателлитов:
- Предположительный радиус
- Эффективная Земная орбита 1 а.е.

## Ближайшее окружение звезды
Следующие звёздные системы находятся на расстоянии в пределах 20 световых лет от HD 147513:
| Звезда                | Спектральный класс | Расстояние, св. лет |
| HD 150689             | K2 V               | 5,7                 |
| V914 Скорпиона        | M3 Ve              | 7,4                 |
| HD 142709             | K5 V               | 7,5                 |
| GJ 590                | M4 V               | 7,7                 |
| HD 140901             | G6 V-IV / DA7 /VII | 9,7                 |
| ν² Волка              | G2 V               | 12                  |
| 41 Жертвенника        | G8-K0 V / M0 V     | 15                  |
| μ Жертвенника         | G3 V-IV            | 17                  |
| HD 146835             | G1-2 V             | 17                  |
| HD 140901             | F6 V-IV / DA7 /VII | 17                  |
| HD 139664             | F5 V-IV            | 17                  |
| β Южного Треугольника | F2 IV-III          | 18                  |